# Trotador anglès
El trotador anglès o hackney és una raça de cavall reconeguda que es va desenvolupar a la Gran Bretanya. En les últimes dècades, la cria del trotador anglès s'ha dirigit cap a la producció de cavalls per a la conducció de carruatges. Es tracta d'una raça alta i elegant popular per demostracions; tenen bona resistència i són capaços de trotar a gran velocitat durant períodes prolongats de temps.

## Història de la raça
La raça Hackney es va desenvolupar al segle xiv a Norfolk, quan el rei d'Anglaterra necessitava cavalls potents però atractius amb un trot excel·lent, per ser utilitzats per a cavalls d'ús general. Atès que les carreteres eren rudimentàries en aquells temps, anar amb aquests cavalls era el mitjà de transport comú. Els cavalls al trot eren més adequats com a cavalls de guerra que els amblers amb els seus passos. Com a resultat, el 1542 el rei Enric VIII va exigir als seus súbdits rics que tinguessin un nombre determinat de sementals de cavalls trotadors per a la cria.
Cap a l'any 1729, un semental de Norfolk Trotter i un semental àrab van contribuir a la fundació del cavall Hackney modern. El Norfolk Roadster resultant, com es coneixia, era un cavall de constitució forta que va ser utilitzat com a cavall de treball pels agricultors i altres. També era un cavall ràpid amb bona resistència.
Un altre cavall famós va ser el semental Original Shales, nascut a East Anglia el 1755. Era del semental Blaze, fill del famós cavall de carreres invicte, Flying Childers, que era net del gran Darley Arabian (un dels tres sementals de la raça pura sang). Original Shales va engendrar dos sementals: Scot Shales i Driver, tots dos van tenir una gran influència en el Norfolk Trotter.
Messenger (GB), net de Sampson l'any 1780, va ser un pare fundacional de l'actual cavall American Standardbred. Hambletonian 10 va tenir almenys tres creus de Messenger a la tercera i quarta generació del seu pedigrí (3x4x4). A la dècada de 1820 es va registrar que "Norfolk Cob" havia fet 2 milles en 5 minuts 4 segons i era un dels cavalls famosos d'aquesta raça juntament amb "Nonpareil", que va conduir 100 milles en 9 hores 56 minuts 57 segons.
El 1820, Bellfounder, un semental de Norfolk Trotter que va poder trotar 17 milles en una hora amb 14 pedres, va ser exportat a Amèrica, on va ser principal de Hambletonian 10. En aquesta època, els trotadors competien sota sella, no amb arnes. Més tard, amb millores a les carreteres, el Hackney també es va utilitzar com a arnès, i llavors era un cavall d'equitació i conducció de gran mèrit.
Robert i Philip Ramsdale, pare i fill, van portar els cavalls de Norfolk Wroot's Pretender i Phenomenon a Yorkshire, on els van criar amb eugues trotadores de Yorkshire. El juliol de 1800, la cèlebre euga Hackney, Phenomenon, va trotar 17 milles en 56 minuts per una aposta de 400 £, que va fer en 53 minuts. El 1832, una de les filles de Phenomenon, Phenomena de 14 mans, va trotar 17 milles en només 53 minuts. Durant el segle xix, amb l'ampliació del ferrocarril, la raça Norfolk va caure en desgràcia, per ser revifada més tard per la Hackney Horse Society. El Norfolk i el Yorkshire Trotter van ser criats selectivament per a un estil elegant i per la seva velocitat, i es van convertir en el modern Hackney. Els passos del cavall Hackney, però, el van salvar de l'extinció i van començar a utilitzar-lo en la pista. Encara tenen un gran èxit en l'arnès, i també poden produir cavalls d'equitació molt agradables, molts coneguts per la seva habilitat en salts d'obstacles i competicions de doma.
El 1883, la Hackney Horse Society es va formar a Norwich i el llibre genealògic de la societat té registres que es remunten al 1755 al Hackney Stud Book.
Alexander Cassatt va ser el responsable de la introducció del Hackney Pony als Estats Units. El 1878 va adquirir 239 Stella a Gran Bretanya i la va portar a Filadèlfia. El 1891, Cassatt i altres entusiastes de Hackney van fundar l'American Hackney Horse Society amb seu a Lexington, Kentucky.
Els Hackneys venen tant en ponis com en cavalls, i són una de les poques races que reconeixen tant les mides de poni com de cavalls. El poni Hackney es va desenvolupar a finals del segle xix, quan els cavalls Hackney es van criar amb diverses races de ponis per tal de crear un tipus de poni d'espectacle molt específic.

## Característiques de la raça

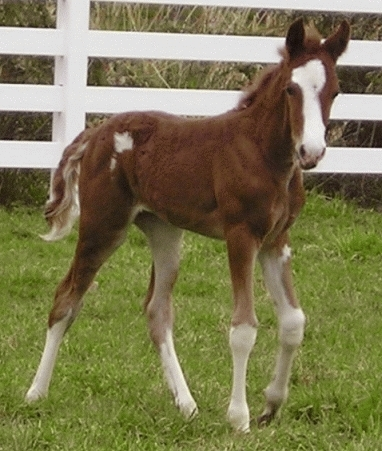
Trotador anglès d'un mes.

L'alçada del cavall Hackney oscil·la entre els 14,2 mans (147 centímetres) a 16,2 mans (168 cm) d'alçada. Poden ser de qualsevol color sòlid, incloent-hi bai, marró, castany i negre. Els Hackney sovint tenen marques blanques, sovint a causa de la influència de la genètica sabino.
El Hackney té un cap ben format, de vegades amb un nas lleugerament convex. Els seus ulls i orelles són expressius i haurien de mostrar vigilància. El coll és crestat i musculós, amb un tall net de la gola i la mandíbula. El pit és ample i ben definit, l'espatlla és potent, llarga i suaument inclinada. Els Hackney tenen una llargada mitjana d'esquena, musculoses, gropes anivellades i poderosos quarts posteriors. Les seves costelles estan ben estructurades. La cua està alta de manera natural. Les potes són fortes, amb articulacions amples i netes, avantbraços llargs, amb garrets forts, i dorsals de llargada mitjana, i estan units a peülles rodones i força verticals.
Al trot, presenten una vistositat i una acció exagerada de genoll a causa de la molt bona flexió de les seves articulacions. La seva acció ha de ser directa i certa amb un moment de suspensió diferent. Les potes davanteres arriben a dalt amb els genolls fortament doblegats que s'estiren ben endavant amb un pas que cobreix el terra. Les seves potes posteriors estan ben impulsades per sota d'elles en una acció exagerada similar. A més de la solidesa i la resistència inherents, el cavall Hackney ha demostrat ser una raça amb un galop fàcil i rítmic i una caminada ràpida i elàstica.
Els Hackneys s'han exportat a Austràlia, els Estats Units i els Països Baixos.
L'abril de 2022, el Rare Breeds Survival Trust va declarar que la raça estava en risc, amb només 31 femelles reproductores i 12 mascles al Regne Unit.